# Európai Filmdíjak 2005
A 18. Európai Filmdíj-átadó ünnepséget (18th European Film Awards), amelyen az előző évben hivatalosan bemutatott, az Európai Filmakadémia mintegy 1600 tagjának szavazata alapján legjobbnak ítélt európai alkotásokat részesítették elismerésben, 2005. december 3-án tartották meg a berlini Treptow Arena rendezvényközpontban. Az ünnepség ceremóniamesterének Heino Ferch német színészt kérték fel.
A filmes esemény díjazásában 2005-ben kisebb változás következett be: az addigi kategóriákon felül díjazták a legjobb európai vágót és a legjobb látványtervezőt is.
Az Európai Filmakadémia 2005. szeptember 15-én hozta nyilvánosságra a díjra számításba vett nagyjátékfilmek 46 alkotásból álló listáját, melyből húszat a legtöbb akadémiai tagot számláló országok javasoltak saját filmjeik közül, huszonhatot pedig az EFA Igazgatótanácsa, meghívott szakértők bevonásával. A díjra jelöltek listáját az akadémia tagjainak szavazatával állították össze, és november 7-én hirdették ki a Sevillai Európai Filmfesztiválon.
A 2005. évi európai filmdíjak valamelyikére magasan a legesélyesebb alkotás Susanne Bier dán háborús filmdrámája, a Testvéred feleségét... volt.  A két fivér családi problémáit drámaian, nyersen és intenzíven ábrázoló film nyolc kategóriában kapott jelölést, azonban a legnagyobb csalódást okozta: egyetlen díjat sem sikerült elvinnie, mivel sem a filmes szakma képviselői, sem a közönség nem értékelte az alkotást. Jóval sikeresebb lett a német Marc Rothemund filmdrámája, a Sophie Scholl – Aki szembeszállt Hitlerrel, amely az öt jelölésből 3 díjat (legjobb színésznő, valamint legjobb rendező és színésznő közönségdíja) nyert meg. Jól szerepelt az osztrák Michael Haneke francia-osztrák-német-olasz koprodukcióban készült alkotása, A rejtély, amelyik négy jelölésből elvitte a legjobb film és a legjobb rendező díját.
Magyarország a filmdíjra Mészáros Márta A temetetlen halott című, magyar-szlovák-lengyel koprodukcióban készített filmdrámáját jelölte, amely Nagy Imre életét mutatja be az 1956-os forradalom leverésétől haláláig; ezzel szerepelt az előzetes válogatásban, jelölésre azonban nem került. Díjra jelöltek között három további magyar alkotást találhatunk: a legjobb európai operatőri elismerésre jelölték Pados Gyulát és a legjobb zeneszerzőnek Ennio Morriconet a Sorstalanság felvételeiért, illetve zenéjéért; a legjobb rendező közönségdíjára jelölték Szabó Istvánt Csodálatos Júlia című tragikomédiájáért, valamint a valladolidi nemzetközi filmfesztivál megosztott UIP rövidfilmdíjának köszönhetően a legjobb európai rövidfilm kategóriában versenyezhetett a Randevú, Cakó Ferenc 7 perces gyurma animációja.

## Válogatás
1. Adam & Paul (Adam és Paul) – rendező: Lenny Abrahamson
2. Alla luce del sole (Elég a sötétből) – rendező: Roberto Faenza
3. Alles auf Zucker! (Zucker a nyerő!) – rendező: Dani Levy
4. A temetetlen halott – rendező: Mészáros Márta
5. Asylum – rendező: David Mackenzie
6. Brødre (Testvéred feleségét…) – rendező: Susanne Bier
7. Caché (Rejtély) – rendező: Michael Haneke
8. Crimen ferpecto (Elszabott frigy) – rendező: Alex de la Iglesia
9. De battre mon cœur s'est arrêté (Halálos szívdobbanás) – rendező: Jacques Audiard
10. Der neunte Tag (A kilencedik nap) – rendező: Volker Schlöndorff
11. Don’t Come Knocking (Kívül tágasabb) – rendező: Wim Wenders
12. Gaseirneba Karabakhshi – rendező: Levan Tutberidze
13. Habana Blues – rendező: Benito Zambran
14. Hawaii, Oslo – rendező: Erik Poppe
15. Horem pádem (Sebbel - lobbal) – rendező: Jan Hřebejk
16. Hotel Rwanda (Hotel Ruanda) – rendező: Terry George
17. Kod amidze Idriza (Idriz nagybácsi) – rendező: Pjer Žalica
18. L’enfant (A gyermek) – rendező: Jean-Pierre és Luc Dardenne
19. La febbre (A láz) – rendező: Alessandro D'Alatri
20. La moustache (A bajusz) – rendező: Emmanuel Carrère
21. La vita che vorrei (Elképzelt élet) – rendező: Giuseppe Piccioni
22. Le couperet (A fejsze) – rendező: Costa-Gavras
23. Manderlay – rendező: Lars von Trier
24. Masjävlar (Dalarnai emberek) – rendező: Maria Blom
25. Moartea domnului Lazarescu (Lazarescu úr halála) – rendező: Cristi Puiu
26. My Summer of Love (Szerelmem nyara) – rendező: Paweł Pawlikowski
27. Nasztrojscsik (Настройщик) – rendező: Kira Muratova
28. Odgrobadogroba (Sírugrók) – rendező: Jan Cvitkovič
29. Omiros (Túsztörténet) – rendező: Constantine Giannaris
30. Paha maa – rendező: Aku Louhimies
31. Paradise Now (Mennyország most) – rendező: Hany Abu-Assad
32. Pręgi (Sebek) – rendező: Magdalena Piekorz
33. Private (Közlegény) – rendező: Saverio Costanzo
34. Rois et Reine (Ha te nem lennél) – rendező: Arnaud Desplechin
35. Så som i himmelen (Hétköznapi mennyország) – rendező: Kay Pollack
36. San zimske noci (Téli álom) – rendező: Goran Paskaljević
37. Silentium – rendező: Wolfgang Murnberger
38. Simon – rendező: Eddy Terstall
39. Slunecní stát aneb hrdinové delnické trídy (Napsütés földje)[7] – rendező: Martin Šulík
40. Sophie Scholl – Die letzten Tage (Sophie Scholl – Aki szembeszállt Hitlerrel) – rendező: Marc Rothemund
41. The Syrian Bride (A szíriai menyasszony) – rendező: Eran Riklis
42. Tout un hiver sans feu – rendező: Greg Zglinski
43. Ultranova – rendező: Bouli Lanners
44. Un long dimanche de fiançailles (Hosszú jegyesség) – rendező: Jean-Pierre Jeunet
45. Ve'Lakhta Lehe Isha – rendező: Ronit és Shlomi Elkabetz
46. Wesele (Mai menyegző) – rendező: Wojtek Smarzowski

## Díjazottak és jelöltek
| „Díjazott” – szürkéskék háttérrel   |
| „Jelölt” – világos szürke háttérrel |

### Legjobb európai film
| Magyar címe                                | Eredeti címe                     | Rendező                     | Ország                                               |
| ------------------------------------------ | -------------------------------- | --------------------------- | ---------------------------------------------------- |
| A rejtély                                  | Caché                            | Michael Haneke              | Franciaország · Ausztria · Németország · Olaszország |
| A gyermek                                  | L'enfant                         | Jean-Pierre és Luc Dardenne | Belgium · Franciaország                              |
| Kívül tágasabb                             | Don't Come Knocking              | Wim Wenders                 | Németország                                          |
| Sophie Scholl – Aki szembeszállt Hitlerrel | Sophie Scholl – Die letzten Tage | Marc Rothemund              | Németország                                          |
| Szerelmem nyara                            | My Summer of Love                | Paweł Pawlikowski           | Egyesült Királyság                                   |
| Testvéred feleségét...                     | Brødre                           | Susanne Bier                | Dánia · Egyesült Királyság · Svédország · Norvégia   |

### Az Európai Filmakadémia felfedezettje – Fassbinder-díj
| Magyar címe                | Eredeti címe          | Rendező                      | Ország                                      |
| -------------------------- | --------------------- | ---------------------------- | ------------------------------------------- |
| –––                        | Anklaget              | Jakob Thuesen                | Dánia                                       |
| –––                        | 4                     | Ilja Hrzsanovszkij           | Oroszország                                 |
| Alice                      | Alice                 | Marco Martins                | Portugália                                  |
| Árad a tenger...           | Quand la mer monte... | Yolande Moreau, Gilles Porte | Belgium · Franciaország                     |
| Ő – A lepkeszárny érintése | Ono                   | Małgorzata Szumowska         | Lengyelország · Németország · Franciaország |
| Saimir                     | Saimir                | Francesco Munzi              | Olaszország                                 |
| –––                        | Uno                   | Aksel Hennie                 | Norvégia                                    |

### Legjobb európai dokumentumfilm – Arte díj
| Magyar címe        | Eredeti címe                             | Rendező                                | Ország                   |
| ------------------ | ---------------------------------------- | -------------------------------------- | ------------------------ |
| –––                | Un dragon dans les eaux pures du Caucase | Nino Kirtadzé                          | Franciaország            |
| –––                | Am seidenen Faden                        | Katarina Peters                        | Németország              |
| Az ördög bányászai | Berg des Teufels                         | Richard Ladkani, Kief Davidson         | Németország              |
| –––                | Leiputrija                               | Laila Pakalnina                        | Lettország · Németország |
| –––                | Melodias                                 | François Bovy                          | Svájc                    |
| –––                | Pries parskrendant i zeme                | Arunas Matelis                         | Litvánia · Németország   |
| –––                | Repetitioner                             | Michal Leszczylowsky, Gunnar Källström | Svédország               |
| A szvenkák         | The Swenkas                              | Jeppe Rønde                            | Dánia · Svédország       |
| –––                | Ungdommens råskap                        | Margreth Olin                          | Norvégia · Dánia         |
| –––                | Viva Zapatero!                           | Sabina Guzzanti                        | Olaszország · Dánia      |
| Munkáshalál        | Workingman's Death                       | Michael Glawogger                      | Ausztria · Németország   |

### Legjobb európai rendező
| Nyertesek és jelöltek | Magyar címe            | Eredeti címe               |
| --------------------- | ---------------------- | -------------------------- |
| Michael Haneke        | Rejtély                | Caché                      |
| Susanne Bier          | Testvéred feleségét... | Brødre                     |
| Roberto Faenza        | A nap fényében         | Alla luce del sole         |
| Álex de la Iglesia    | Elszabott frigy        | Crimen ferpecto            |
| Paweł Pawlikowski     | Szerelmem nyara        | My Summer of Love          |
| Cristi Puiu           | Lazarescu úr halála    | Moartea Domnului Lazarescu |
| Wim Wenders           | Kívül tágasabb         | Don't Come Knocking        |

### Legjobb európai színésznő
| Nyertesek és jelöltek   | Magyar címe                                | Eredeti címe                     |
| ----------------------- | ------------------------------------------ | -------------------------------- |
| Julia Jentsch           | Sophie Scholl – Aki szembeszállt Hitlerrel | Sophie Scholl - Die letzten Tage |
| Juliette Binoche        | Rejtély                                    | Caché                            |
| Sandra Ceccarelli       | Elképzelt élet                             | La vita che vorrei               |
| Judi Dench Maggie Smith | Hölgyek levendulában                       | Ladies in Lavender               |
| Connie Nielsen          | Testvéred feleségét...                     | Brødre                           |
| Natalie Press           | Szerelmem nyara                            | My Summer of Love                |
| Audrey Tautou           | Hosszú jegyesség                           | Un long dimanche de fiançailles  |

### Legjobb európai színész
| Nyertesek és jelöltek | Magyar címe            | Eredeti címe                    |
| --------------------- | ---------------------- | ------------------------------- |
| Daniel Auteuil        | Rejtély                | Caché                           |
| Romain Duris          | Halálos szívdobbanás   | De battre mon cœur s'est arrêté |
| Henry Hübchen         | Zucker a nyerő!        | Alles auf Zucker!               |
| Ulrich Matthes        | A kilencedik nap       | Der neunte Tag                  |
| Jérémie Renier        | A gyermek              | L'enfant                        |
| Ulrich Thomsen        | Testvéred feleségét... | Brødre                          |

### Legjobb forgatókönyvíró
| Nyertesek és jelöltek        | Magyar címe            | Eredeti címe               |
| ---------------------------- | ---------------------- | -------------------------- |
| / Hany Abu-Assad Bero Beyer  | Mennyország most       | Paradise Now (الجنّة الآن)  |
| Anders Thomas Jensen         | Ádám almái             | Adams Æbler                |
| Anders Thomas Jensen         | Testvéred feleségét... | Brødre                     |
| Cristi Puiu Razvan Radulescu | Lazarescu úr halála    | Moartea domnului Lăzărescu |
| Dani Levy Holger Franke      | Zucker a nyerő!        | Alles auf Zucker!          |
| Michael Haneke               | Rejtély                | Caché                      |
| Mark O'Halloran              | Adam és Paul           | Adam & Paul                |

### Legjobb európai operatőr
| Nyertesek és jelöltek | Magyar címe      | Eredeti címe                    |
| --------------------- | ---------------- | ------------------------------- |
| Franz Lustig          | Kívül tágasabb   | Don’t Come Knocking             |
| Christian Berger      | A rejtély        | Caché                           |
| Bruno Delbonnel       | Hosszú jegyesség | Un long dimanche de fiançailles |
| Anthony Dod Mantle    | Manderlay        | Manderlay                       |
| Ryszard Lenczewski    | Szerelmem nyara  | My Summer of Love               |
| Pados Gyula           | Sorstalanság     | Sorstalanság                    |

### Legjobb európai vágó
| Michael Hudecek Nadine Muse                 | A rejtély        | Caché                           |
| Peter Przygodda Oli Weiss                   | Kívül tágasabb   | Don't Come Knocking             |
| Hervé Schneid                               | Hosszú jegyesség | Un long dimanche de fiançailles |
| 2006 és 2009 között nem osztottak ki díjat. |                  |                                 |

### Legjobb európai látványtervező
| Nyertesek és jelöltek | Magyar címe                                | Eredeti címe                     |
| --------------------- | ------------------------------------------ | -------------------------------- |
| Aline Bonetto         | Hosszú jegyesség                           | Un long dimanche de fiançailles  |
| Peter Grant           | Manderlay                                  | Manderlay                        |
| Jana Karen            | Sophie Scholl – Aki szembeszállt Hitlerrel | Sophie Scholl – Die letzten Tage |

### Legjobb európai zeneszerző
| Nyertesek és jelöltek                 | Magyar címe            | Eredeti címe      |
| ------------------------------------- | ---------------------- | ----------------- |
| Rupert Gregson-Williams Andrea Guerra | Hotel Ruanda           | Hotel Rwanda      |
| Joachim Holbek                        | Manderlay              | Manderlay         |
| Cyril Morin                           | A szíriai menyasszony  | The Syrian Bride  |
| Ennio Morricone                       | Sorstalanság           | Sorstalanság      |
| Stefan Nilsson                        | Hétköznapi mennyország | Så som i himmelen |
| Johan Söderqvist                      | Testvéred feleségét... | Brødre            |

### Legjobb európai teljesítmény a világ filmművészetében
| Díjazott      | Foglalkozás | Ország        |
| ------------- | ----------- | ------------- |
| Maurice Jarre | zeneszerző  | Franciaország |

### Az Európai Filmakadémia életműdíja
| Díjazott     | Foglalkozás | Ország             |
| ------------ | ----------- | ------------------ |
| Sean Connery | színész     | Egyesült Királyság |

### Európai Filmakadémia kritikusainak díja – FIPRESCI-díj
| Magyar címe | Eredeti címe | Rendező        | Ország                                               |
| ----------- | ------------ | -------------- | ---------------------------------------------------- |
| A rejtély   | Caché        | Michael Haneke | Franciaország · Ausztria · Németország · Olaszország |

### Európai Filmakadémia legjobb nem európai filmje – Screen International díj
| Magyar címe                           | Eredeti címe                                                     | Rendező                              | Ország                                                                 |
| ------------------------------------- | ---------------------------------------------------------------- | ------------------------------------ | ---------------------------------------------------------------------- |
| Jó estét, jó szerencsét!              | Good Night, and Good Luck                                        | George Clooney                       | Amerikai Egyesült Államok · Franciaország · Egyesült Királyság · Japán |
| Mennyei háború                        | Batalla en el cielo                                              | Carlos Reygadas                      | Mexikó · Belgium · Franciaország · Németország · Hollandia             |
| Maradj velem!                         | Be with Me                                                       | Eric Khoo                            | Szingapúr                                                              |
| Brokeback Mountain – Túl a barátságon | Brokeback Mountain                                               | Li An (李安, Ang Lee)                | Amerikai Egyesült Államok · Kanada                                     |
| Hervadó virágok                       | Broken Flowers                                                   | Jim Jarmusch                         | Amerikai Egyesült Államok · Franciaország                              |
| C.R.A.Z.Y.                            | C.R.A.Z.Y.                                                       | Jean-Marc Vallée                     | Kanada                                                                 |
| A bosszú asszonya                     | Cshindzsolhan kumdzsasszi (친절한 금자씨, Chinjeolhan geumjassi) | Pak Cshanuk (박찬욱, Park Chan-wook) | Dél-Korea                                                              |
| Az elszánt diplomata                  | The Constant Gardener                                            | Fernando Meirelles                   | Egyesült Királyság · Németország · Amerikai Egyesült Államok · Kína    |
| Ütközések                             | Crash                                                            | Paul Haggis                          | Németország · Amerikai Egyesült Államok                                |
| Jobbra is, balra is                   | Look Both Ways                                                   | Sarah Watt                           | Ausztrália                                                             |
| Tsotsi                                | Tsotsi                                                           | Gavin Hood                           | Egyesült Királyság · Dél-Afrika                                        |

### Európai Filmakadémia közönségdíja – legjobb rendező
| Nyertesek és jelöltek | Magyar címe                                | Eredeti címe                     |
| --------------------- | ------------------------------------------ | -------------------------------- |
| Marc Rothemund        | Sophie Scholl – Aki szembeszállt Hitlerrel | Sophie Scholl – Die letzten Tage |
| Jacques Audiard       | Halálos szívdobbanás                       | De battre mon cœur s'est arrêté  |
| Timur Bekmambetov     | Éjszakai Őrség                             | Nocsnoj dozor (Ночной дозор)     |
| Álex de la Iglesia    | Elszabott frigy                            | Crimen ferpecto                  |
| Jean-Pierre Jeunet    | Hosszú jegyesség                           | Un long dimanche de fiançailles  |
| Dani Levy             | Zucker a nyerő!                            | Alles auf Zucker!                |
| Roger Michell         | Kitartó szerelem                           | Enduring Love                    |
| Kay Pollak            | Hétköznapi mennyország                     | Så som i himmelen                |
| Paolo Sorrentino      | A szerelem következményei                  | Le conseguenze dell’amore        |
| Szabó István          | Csodálatos Júlia                           | Csodálatos Júlia                 |

### Európai Filmakadémia közönségdíja – legjobb színésznő
| Nyertesek és jelöltek   | Magyar címe                                | Eredeti címe                     |
| ----------------------- | ------------------------------------------ | -------------------------------- |
| Julia Jentsch           | Sophie Scholl – Aki szembeszállt Hitlerrel | Sophie Scholl – Die letzten Tage |
| Hiam Abbass             | A szíriai menyasszony                      | The Syrian Bride                 |
| Mónica Cervera          | Elszabott frigy                            | Crimen ferpecto                  |
| Judi Dench Maggie Smith | A levendula illata                         | Ladies in Lavender               |
| Agnieszka Grochowska    | Sebek                                      | Pregi                            |
| Emily Mortimer          | Kedves Frankie                             | Dear Frankie                     |
| Licia Maglietta         | Szex, szerelem, olaszok                    | Agata e la tempesta              |
| Connie Nielsen          | Testvéred feleségét...                     | Brødre                           |
| Charlotte Rampling      | Lemming                                    | Lemming                          |
| Audrey Tautou           | Hosszú jegyesség                           | Un long dimanche de fiançailles  |

### Európai Filmakadémia közönségdíja – legjobb színész
| Nyertesek és jelöltek | Magyar címe               | Eredeti címe              |
| --------------------- | ------------------------- | ------------------------- |
| Orlando Bloom         | Mennyei királyság         | Kingdom Of Heaven         |
| Christian Bale        | A gépész                  | The Machinist             |
| Jean-Marc Barr        | Tengeri herkentyűk        | Crustacés & coquillages   |
| Daniel Craig          | Kitartó szerelem Torta    | Enduring Love Layer Cake  |
| Marian Dziedziel      | Mai menyegző              | Wesele                    |
| Henry Hübchen         | Zucker a nyerő!           | Alles auf Zucker!         |
| Toni Servillo         | A szerelem következményei | Le conseguenze dell'amore |
| Ulrich Thomsen        | Testvéred feleségét...    | Brødre                    |
| Srđan Todorović       | Szürke, Mercivel          | Sivi kamion crvene boje   |
| Luis Tosar            | La vida que te espera     | La vida que te espera     |

### Legjobb európai rövidfilm (UIP díj)
| Címe                                | Rendező               | Ország              | Jelölő fesztivál        |
| ----------------------------------- | --------------------- | ------------------- | ----------------------- |
| Undressing My Mother                | Ken Wardrop           | Írország            | UIP díj – Tampere       |
| A kis terrorista (Little Terrorist) | Ashvin Kumar          | Egyesült Királyság  | UIP díj – Gent          |
| A Serpente                          | Sandro Aguilar        | Portugália          | UIP díj – Vila do Conde |
| Bawke                               | Hisham Zaman          | Norvégia            | UIP díj – Grimstad      |
| Butterflies                         | Max Jacoby            | Luxemburg           | UIP díj – Velence       |
| Hoi Maya                            | Claudia Lorenz        | Svájc               | UIP díj – Berlin        |
| Minotauromaquia                     | Juan Pablo Etcheverry | Spanyolország       | UIP díj – Drama         |
| Prva plata                          | Alen Drljević         | Bosznia-Hercegovina | UIP díj – Szarajevó     |
| Rain is Falling                     | Holger Ernst          | Németország         | UIP díj – Valladolid    |
| Randevú                             | Cakó Ferenc           | Magyarország        | UIP díj – Valladolid    |
| Scen nr: 6882 ur mitt liv           | Ruben Östlund         | Svédország          | UIP díj – Edinburgh     |
| Társasházi élet (Flatlife)          | Jonas Geirnaert       | Belgium             | UIP díj – Angers        |
| Toz                                 | Halit Fatih Kizilgok  | Törökország         | UIP díj – Krakkó        |